# PyLadies
PyLadies è un gruppo internazionale di mentorship che si pone l'obiettivo di coinvolgere il maggior numero di donne possibile nella comunità open source di Python. In poche parole, è una comunità che sostiene e incoraggia le donne a imparare e programmare il linguaggio Python.
PyLadies è parte della Python Software Foundation  ed è nata a Los Angeles nel 2011. PyLadies fornisce finanziamenti dedicati alle donne per la loro partecipazione a conferenze e altri eventi con l'obiettivo di aumentare la presenza delle donne in un settore tradizionalmente dominato dagli uomini. PyLadies è diventata un'organizzazione multi-chapter a seguito della fondazione del capitolo di Washington, DC, nell'agosto 2011.

## Storia
L'organizzazione venne fondata a Los Angeles  nell'aprile 2011 da sette donne: Audrey Roy Greenfeld, Christine Cheung, Esther Nam, Jessica Venticinque (all'epoca Stanton), Katharine Jarmul, Sandy Strong e Sophia Viklund. Nel 2012, l'organizzazione ha richiesto e ottenuto lo status di organizzazione non-profit.
A marzo 2024, PyLadies conta 129 capitoli  di cui uno in Italia a Milano.

## Organizzazione
Nel corso degli anni, PyLadies, ha organizzato eventi sia per principianti che per utenti esperti, hackathon, serate sociali e workshop per gli appassionati Python.

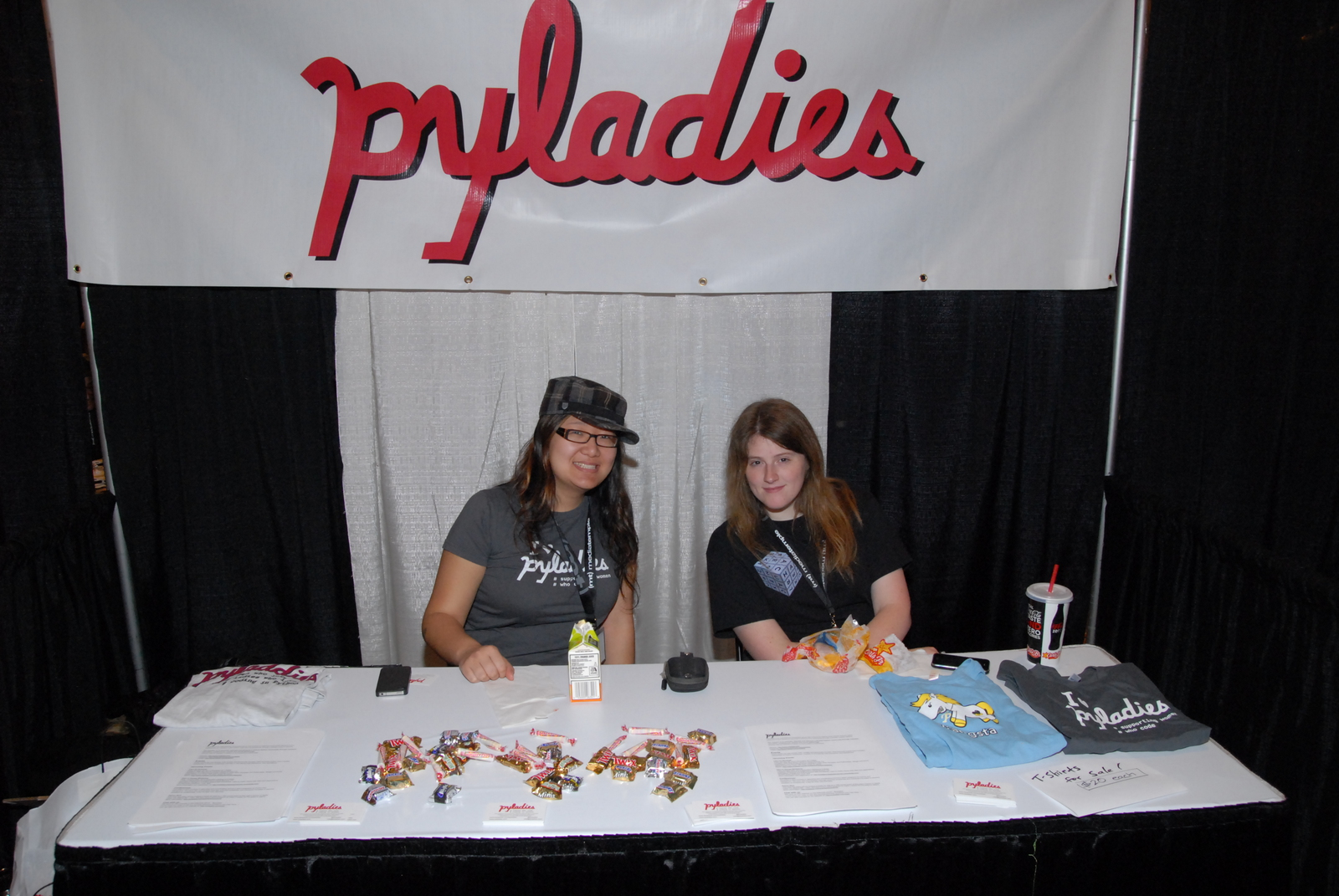
Partecipanti a un evento PyLadies

Ogni capitolo è libero di gestire la propria attività come desidera, purché incentrata sull’obiettivo comune di favorire le donne  e ad altri generi poco rappresentati nel mondo della tecnologia. Proprio per questo, anche se le donne rappresentano la maggioranza del gruppo, l'adesione è aperta anche alle persone che si identificano con altre identità di genere.
In passato, PyLadies ha collaborato anche con altre organizzazioni simili quale ad esempio R-Ladies .